# Alexander Zemlinsky
Alexander (von) Zemlinsky (14. října 1871 Vídeň – 15. března 1942 New York) byl rakouský hudební skladatel, dirigent a pedagog; jeden z výrazných hudebních hlasů své doby, který pozoruhodně propojoval tradice pozdního romantismu s přístupy druhé vídeňské školy. Jako hudební ředitel Nového německého divadla v letech 1911–1927 přispíval k vysoké úrovni kulturního života tehdejší Prahy. Jeho dílo bylo po válce na čas zapomenuto, od 70. let 20. století se však opět postupně vrací na světová pódia.

## Život

### Mládí (1871–1892)

#### Rodinné poměry a dětství
Alexander Zemlinsky se narodil 14. října 1871 ve Vídni v nábožensky i národnostně smíšené rodině. Jeho děd, Anton Semlinsky, který se do vídeňského Leopoldstadtu přistěhoval z dnešní Žiliny, byl původně katolík. Otec Adolf (1845–1900, spisovatel a novinář, který si změnil jméno podle maďarského pravopisu a připojil k němu nikdy nepotvrzený šlechtický predikát „von“ (tj. Adolf von Zemlinszky), se oženil s Klarou Semo (1848–1912), a protože byla židovsko-muslimského původu, konvertoval k judaismu a stal se tak součástí sefardské židovské obce ve Vídni. Manželům se v roce 1874 narodila ještě dcera Bianca, která po pěti týdnech zemřela, a jako třetí dítě přišla v roce 1877 na svět Mathilde. Ve věku čtyř let se dostal Alexander poprvé do kontaktu s hudbou. Jeho otec přijal do podnájmu svého přítele, který se přistěhoval s klavírem. Ten začal učit Alexandera hrát a dovolil mu také podílet se na výuce. Když se pak projevilo jeho hudební nadání, pokračoval lekcemi u soukromého učitele a intenzivně cvičil. V roce 1881 – ve věku deseti let – byl přijat do nově založeného chrámového sboru sefardské komunity. Po mutaci si pak v synagoze vydělával své první kapesné hrou na varhany během svátků. Třebaže v roce 1896 složil svatební píseň u příležitosti svatby dcery kantora, synagogální hudba ho příliš neoslovila. Jako dítě vyrůstal na hudbě Mozartově, brzy však objevil Brahmse a Wagnera.

#### Školní vzdělání a umělecké začátky
Školní docházku trávil nejprve od šesti let v sefardské škole Midrasch Eliahu výukou psaní, čtení a počtů, ale také studiem Tóry, modliteb či sefardského ritu (minhag). O dva roky poté ho rodiče zapsali na obecnou školu, kde se velmi dobře učil. Krátce před třináctým rokem Adolf von Zemlinszky přihlásil svého syna na Konzervatoř společnosti přátel hudby (Konservatorium der Gesellschaft der Musikfreunde) ve Vídni, kde byl přijat do třídy Wilhelma Raucha s výukou klavíru a hudební teorie. Po třech letech Zemlinsky úspěšně složil zkoušky a obdržel Rubinsteinovo stipendium ve výši 1 000 guldenů ročně. Z těchto prostředků si financoval jak soukromé lekce, tak účast na soutěžích. Po složení závěrečné zkoušky v roce 1887 přešel do tzv. přípravné školy a absolvoval klavírní třídu Antona Doora. Zároveň studoval dva roky teorii u Franze Krenna a Roberta Fuchse, přičemž si nejvíce cenil klasické hudby, zatímco novoněmeckou školu (Liszta a Wagnera) nyní odmítal. To však bylo vyváženo mnohotvárností vídeňského hudebního života. Z doby, kdy docházel do Doorovy třídy, se zachovala složka obsahující kratší kusy, skici a fragmenty klavírní hudby, stejně jako nedokončené kadence k Beethovenovu klavírnímu koncertu g dur.
Ke konci svého studia se Zemlinskému naskytlo několik příležitostí k sólovému vystoupení. V roce 1889 zahrál sólový part v jednom klavírním koncertu Roberta Fuchse. O rok později vyhrál s Brahmsovými variacemi na Händelovo téma v klavírní soutěži nejen zlatou medaili, ale také křídlo od firmy Bösendorfer. Přes tyto úspěchy o sólovou kariéru neusiloval, neboť psal koncerty vlastní, stal se ovšem oblíbeným pianistou v kruzích zámožných Vídeňanů. Po obdržení diplomu v roce 1890 zůstal na další dva roky na konzervatoři jako student kompozice, kterou studoval u Johanna Nepomuka Fuchse. V roce 1891 zkomponoval skladbu Ländlichen Tänzen op. 1., své první dílo, které bylo vydáno v Lipsku. Zemlinsky však nebyl s publikací spokojen, protože se pravděpodobně bál, že bude považován za skladatele lehčích kusů. Jeho závěrečná práce, druhá symfonie d moll, byla uvedena na konzervatoři v roce 1892 a kritika ji přijala veskrze pozitivně.

### První úspěchy (1892–1900)

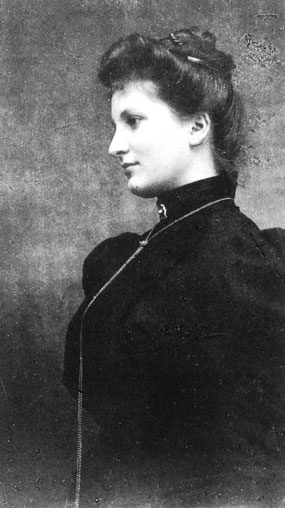
Alma Mahler 1899

V roce 1892 byl Zemlinsky poprvé povolán vojenskými úřady, ale pro svou výšku (159 cm) byl nakonec v roce 1894 klasifikován jako nezpůsobilý vojenské služby. Současníci ho popisovali jako nepříliš atraktivního muže, čehož později využívali karikaturisté. Již během studia navázal skladatel početná přátelství, např. s dirigentem Arturem Bodanzkym, hudebním vědcem Hugem Botstiberem, cellistou Friedrichem Buxbaumem a hudebním kritikem Richardem Heubergerem. Také vstup do Antonem Doorem založeného spolku Wiener Tonkünstlerverein otevíral Zemlinskému mnohé dveře. V roce 1895 skladatel inicioval vznik sdružení „Musikalischen Verein Polyhymnia“ koordinující různé amatérské skupiny z Leopoldstadtu, které však existovalo jen do roku 1896. Nejspíše zde se skladatel seznámil s Arnoldem Schönbergem, kterému dával lekce a zavedl jej do vídeňských hudebních kruhů, z čehož se vyvinulo jejich celoživotní přátelství. S jejich operou Sarema, která vznikla mezi léty 1893-1895, vyhrál Zemlinsky Luitpoldovu cenu (1896). Dalšími důležitými kompozicemi byly mezi jinými čtyři balady pro klavír (1893-94), jedna suita pro orchestr a v roce 1897 složená třetí symfonie b dur, za kterou obdržel Beethovenovu cenu. Již v roce 1896 napsal na Brahmsovu památku kantátu Frühlingsbegräbnis, v letech 1897–1899 pak operu Es war einmal …, kterou uvedl Gustav Mahler. Premiéra ve Vídeňské dvorní opeře měla 22. ledna 1900 velký úspěch.
V důsledku Luegerovského antisemitismu a Dreyfusovy aféry se postavení vídeňských Židů zhoršilo. Zemlinsky, který se ani o politiku, ani o náboženství nezajímal, vystoupil za těchto okolností v roce 1899 z židovské náboženské obce. Jeho sestra Mathilde ho následovala v roce 1901 a v témže roce se provdala za jeho přítele a žáka, Arnolda Schönberga. Na přelomu století se Zemlinsky stal svobodným zednářem. Kolem roku 1906 potom konvertoval k protestantismu. Změnil také pravopis svého jména, přičemž odstranil pseudomaďarské „z“ a nepravý šlechtický predikát „von“ používal už jen při dirigentských vystoupeních. Své oficiální datum narození tehdy přesunul na 4. října 1872. Nejpozději kolem roku 1900 našel skladatelův styl svůj nezaměnitelný charakter. Snažil se, „aby svou hudbu dovedl na nejvzdálenější hranice tonální harmonie. Tónina už není žádnou absolutní hodnotou a je pozvolna nahrazena barvou, formální soudržnost, osvobozená od jakéhokoliv systému tonálních vztahů, je stále více závislá na krátkých motivických celcích“. Zemlinským upřednostňovanou tóninou se přitom stává d moll.
Při premiéře své kantáty Frühlingsbegräbnis v roce 1900 se skladatel seznámil s mladou Almou Schindlerovou, pozdější manželkou Gustava Mahlera, Waltera Gropia a Franze Werfela, a stal se jejím učitelem hudby. Jejich hudební spolupráce (Alma pod jeho vedením složila řadu písní) brzy přerostla v milostný vztah. Zemlinsky jí v roce 1899 věnoval Pět písní, op. 7. Alma obdivovala skladatelovu hudbu, inteligenci, i jeho erotické charisma, třebaže ho neshledávala přitažlivým. Do svého deníku si zapsala: „Karikatura – bez brady, malý, s vypoulenýma očima a s příliš šíleným dirigováním.“ Zemlinsky Almu zbožňoval jako svou modlu („Chci tě – každým atomem svého citu!“), odmítal však její povrchní společenský život s tvrzením: „Buď komponujte, nebo jděte do společnosti – jedno z toho. Zvolíte-li si však to, co je Vám bližší – jděte do společnosti.“ Alma dopřávala Zemlinskému každou intimitu kromě jediného, čímž ho málem připravila o rozum. On očekával ženu, která se s ním a pro něj stáhne do ústraní, což pro Almu nepřicházelo v úvahu. Nakonec se rozhodla pro rozchod a v roce 1902 se provdala za o 19 let staršího ředitele dvorní opery Gustava Mahlera. Vztah k Almě Schindlerové inspiroval Zemlinského k opeře Trpaslík (Der Zwerg, podle Oscara Wildea, premiéra v roce 1922). S tímto nezdarem ve svém osobním životě se skladatel vyrovnával několik let a oženil se teprve v roce 1907 s Idou Guttmannovou. V roce 1908 se potom manželům narodila dcera Johanna Maria.

### Dirigentem a hudebním ředitelem (1900–1911)
Po smrti svého otce v roce 1900, na jehož památku zhudebnil Žalm 83 pro tři sóla, sbor a velký orchestr (dílo však bylo uvedeno až v roce 1987), musel Zemlinsky zaopatřit svou rodinu. Protože jeho příjem z vyučování, doprovodné hry a skládání aranžmá pro tento účel nepostačovaly, přijal nabídku na místo dirigenta v Carltheateru. Toto angažmá bylo namáhavým úkolem, který mu bránil v komponování, ale přineslo požadovaný příjem. Poté, co byla ve Vratislavi zamítnuta jeho žádost o místo, prodloužil si zde smlouvu a v témže roce začal se zhudebňováním baletu Der Triumph der Zeit od Huga von Hofmannsthala. Výsledek se ovšem Mahlerovi nelíbil, takže se do oběhu dostaly jen části díla. V roce 1904 Zemlinsky uvedl tři kusy z 2. a 3. aktu jako Drei Ballettstücke, a v témže roce pak zrevidovaný 2. akt jako Ein Tanzpoem. V letech 1902 až 1903 pracoval skladatel na fantazii pro orchestr Die Seejungfrau na motivy pohádky Hanse Christiana Andersena. V roce 1903 mohl konečně opustit své místo dirigenta v Carltheateru a přejít do divadla Theater an der Wien. V září 1904 byl skladatel angažován do Lidového divadla (Volkstheater) Rainera Simonse jako hudební ředitel. Brzy dokázal pozvednout úroveň nezkušeného souboru. Během svého působení tu složil operu Der Traumgörge, která obsahuje několik narážek na Almu Mahlerovou-Werfelovou a na Kellerovu novelu Šaty dělají člověka. Při hledání materiálního přilepšení začal Zemlinsky jednat s Dvorní operou v Drážďanech. Když mu však Mahler nabídl stálé angažmá ve Vídeňské dvorní opeře, nastoupil v roce 1907 tam. Jakmile byl ovšem Mahler (od ledna 1908) nahrazen Felixem Weingartnerem, byla odřeknuta premiéra jeho nové opery Der Traumgörge. Vzhledem k tomu, že Weingartner nechtěl Zemlinskému svěřit žádné další premiéry, ukončil smlouvu již v únoru 1908 a vrátil se zpět do Volksoper tentokrát na místo prvního kapelníka. Následně se pak uplatnil jako první kapelník v Mannheimu, směl zde však pracovat jen na sjednanou dobu. 29. dubna přijala skladatele vídeňská lidová opera s uvedením Tannhäusera. Konečně po krátké epizodě v Mnichově podepsal Zemlinsky v roce 1911 smlouvu s Novým německým divadlem v Praze.

### Hudebním ředitelem v Novém německém divadle v Praze (1911–1927)

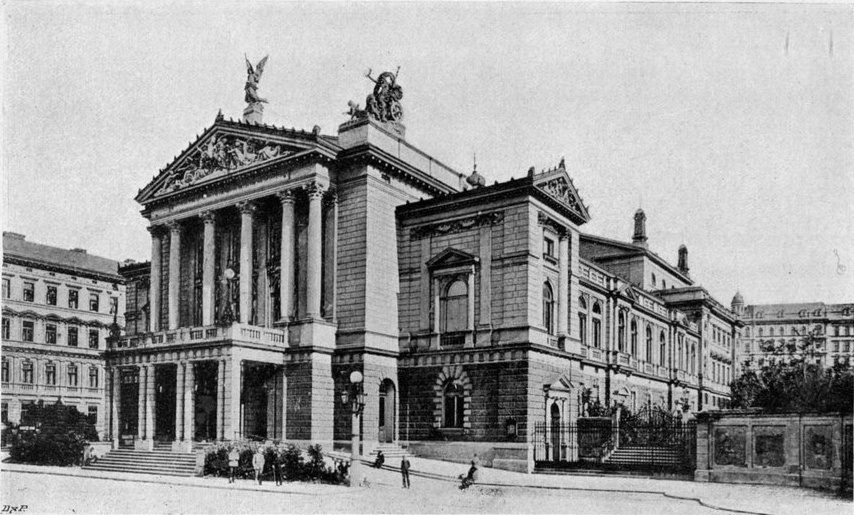
Nové německé divadlo po roce 1900

V pražském divadle financovaném téměř výhradně ze soukromých darů německojazyčného obyvatelstva se skladatel uvedl s představeními Fidelia, Tannhäusera a Čarostřelce, která zde měla vynikající úspěch. Sám Zemlinsky obdržel pochvalné kritiky zvláště za způsob, s jakým dokázal ustoupit za dílo jiných. Vybudovat repertoár bylo pro něho nesmírně náročné, přičemž měl sotva čas na vlastní kompozice. Jeho opera Es war einmal … byla uvedena jako první novinka sezóny 1912/13, premiéra jeho opery Der Traumgörge v sezóně 1914/15 však byla zrušena kvůli vypuknutí války. I přes úspěch u kritiků nebyli Zemlinsky a ředitel divadla Heinrich Teweles spokojeni s kvalitou představení a v roce 1912 propustili mnoho umělců a techniků. Vzhledem k značnému pracovnímu vytížení skladatel od léta 1910 nesložil téměř nic nového. Teprve v roce 1913 začal komponovat svůj 2. smyčcový kvartet věnovaný Schönbergovi, dokončil jej však až v roce 1915. Kromě toho se věnoval scénické hudbě k Shakespearovu Cymbelínovi. Poté zahájil práci na své jednoaktové opeře Eine florentinische Tragödie podle dramatu Oscara Wildea (v německém překladu Maxe Meyerfelda), jejíž partitura byla dokončena za pouhých devět týdnů. Během první světové války však divadlo muselo řešit řadu problémů, mnoho členů souboru bylo povoláno do vojenské služby, další byli v důsledku rozpočtové situace propuštěni. Zemlinsky se během války pokusil získat místo hudebního ředitele v Mannheimu a Frankfurtu nad Mohanem, což se mu kvůli jeho platovým nárokům nepodařilo.
Po skončení první světové války se skladatel pokoušel o návrat do Vídně, nenašel však vhodné místo. Zůstal tedy v Novém německém divadle, které mělo v rodícím se Československu nelehké postavení, po konfiskaci Stavovského divadla však s jakýmsi provizorním statutem existovalo dále a mělo dokonce nárok na státní dotace. Když v roce 1920 založila pražská německojazyčná menšina Deutsche Akademie für Musik und darstellende Kunst, byl Zemlinsky jmenován jejím rektorem, přičemž zde vyučoval také skladbu a dirigování. V poválečných letech 1919–1921 pracoval na své druhé jednoaktové opeře podle látky Oscara Wildea Narozeniny infantky. Trpaslík byl v roce 1922 uveden v Kolíně nad Rýnem pod vedením Otto Klemperera, minul se však s duchem doby a měl jen nevalný úspěch. V letech 1922–1923 komponoval Lyrickou symfonii v sedmi zpěvech pro soprán, baryton a orchestr. Impulzem pro tuto skladbu byly básně Rabíndranátha Thákura, který v roce 1913 obdržel Nobelovu cenu za literaturu. Thákur v roce 1921 absolvoval evropské turné, které ho zavedlo také do Prahy. Zemlinského Lyrická symfonie je reflexí jeho nešťastné lásky k Almě Mahlerové. Skladatel k ní byl inspirován Mahlerovou Písní o zemi, a odmítl své dílo nechat uvést současně s nedokončenou Mahlerovou desátou symfonií, což byla jeho reakce na Alminu aféru s architektem Walterem Gropiem. Smrt sestry Mathilde v roce 1923 ho podnítila ke kompozici 3. smyčcového kvartetu. Po jeho premiéře v říjnu téhož roku v Praze se tento kvartet dostal v roce 1928 na program ISCM v Sieně. S tímto uvedením se Zemlinskému konečně dostalo mezinárodního uznání. Uprostřed dvacátých let si získal pověst vynikajícího dirigenta také mimo své pražské působiště. Kromě ojedinělých koncertů ve Vídni byl v roce 1924 pozván na dva koncerty do Říma, a v roce 1926 dirigoval Orquestra Pau Casals v Barceloně. Pověst pražského divadla se však mezitím horšila. Vzhledem k rozpočtovým problémům nasazoval nový operní ředitel Leopold Kramer operety a laciné revue. Rostoucí kritika nakonec vedla k rezignaci Kramera i Zemlinského. Po smyčcovém kvartetu z roku 1924 následovala hubená léta v důsledku nedostatku inspirace. Práci na opeře Der heilige Vitalis přerušil skladatel v roce 1927. Rovněž nově započatý smyčcový kvartet zůstal nedokončený. Až v roce 1994 byly jeho dvě zachované věty zveřejněny a uvedeny.

### Berlínské období (1927–1933)
V roce 1927 odešel Zemlinsky do berlínské Krolovy opery, která byla v této době centrem experimentálního hudebního divadla. Byl ovšem angažován jen jako první kapelník a musel pracovat pod svým mladším kolegou Otto Klempererem. Jeho dílo bylo v Berlíně respektováno a uznáváno, na rozdíl od Prahy zde však nebyl nijak uctíván. Nicméně jako první kapelník státem subvencovaného divadla si zde Zemlinsky vydělal podstatně více než během svého působení v Praze. Také na vlastní skladby mu tu zbývalo více času. Jako hostující dirigent se dostal Barcelony, Brna, Paříže, Říma, Varšavy, Leningradu a dalších měst. Často také spolupracoval s Českou filharmonií. Po smrti své ženy Idy v roce 1929 složil Symfonické zpěvy op. 20 a oženil se svou milenkou Louise Sachselovou. Jako svatební dar pro ni v letech 1930–1932 zkomponoval novou operu: Der Kreidekreis podle Klabundova dramatu. V důsledku hospodářské krize musela být Krolova opera v roce 1931 uzavřena. Zemlinsky se v té době věnoval skládání nové opery a hostujícím vystoupením v Leningradě a v Praze. Po návratu do Berlína začal skladatel zkoušet operu Aufstieg und Fall der Stadt Mahagonny od Kurta Weilla. Tato produkce odmítaná pravicovými kruhy měla velký komerční úspěch. Po uchopení moci národními socialisty však nebylo v Berlíně pro židovské umělce vhodné klima, skladatel město opustil na jaře 1933 a přestěhoval se do Vídně.

### Návrat do Vídně (1933–1938)
Ve Vídni přijal Zemlinsky místo hudebního ředitele Vídeňského koncertního orchestru. Jeho nejnaléhavějším úkolem však byly zkoušky pro uvedení opery Der Kreidekreis v Curychu. Premiéra se konala 14. října 1933, nepřinesla sice požadovaný efekt, byla ovšem dobře přijata kritikou. Protože smlouvy byly uzavřeny již před rokem 1933, byla opera uvedena také v mnoha německých městech, v Berlíně dokonce 21 krát, což byl úspěch, který skladatel nezažil po několik desetiletí. V roce 1934 se poprvé nastěhoval do vlastního domu. Pozemek v Kaasgrabengasse 24 ve vídeňském okrese Döbling/Grinzing byl registrován pod jménem jeho ženy Louise, která dohlížela na stavební práce. Dům byl navržen Walterem Loosem. V nejbližším okolí pak žili umělci jako Egon Wellesz, Hugo Botstiber a Hans Gál. Čas strávený ve Vídni využíval Zemlinsky ke komponování, přičemž opakovaně hostoval jako dirigent, často s Českou filharmonií. V lednu 1934 vytvořil Šest písní op. 22, po nichž začal pracovat na Sinfonietě op. 23. Toto orchestrální dílo bylo jedinou větší prací, kterou napsal během svého pětiletého vídeňského pobytu a která byla uvedena ještě za jeho života. Po premiéře v Praze v roce 1935 byla Sinfonieta hrána také ve Vídni, Paříži, Barceloně a Lausanne. V témže roce zhudebnil 13. žalm pro sbor a orchestr, a zahájil kompozici nové opery Der König Kandaules. Po smrti svého přítele Albana Berga na Štědrý den 1935 složil na jeho památku svůj čtvrtý smyčcový kvartet.

### Cesta do exilu (1938)
Po anšlusu Rakouska 11.-12. března 1938 se Zemlinského žena Louise hned na druhý den vypravila na americké velvyslanectví, aby získala víza. Na jejího muže však měly události drtivý dopad. Po celé týdny nedělal vůbec nic; uprostřed dubna si nechal ověřit svůj původ. Dříve než by mohl získat doklad o árijském původu, musel by si opatřit oddací list svého otce a svůj vlastní rodný list. Tyto doklady však byly na židovské obci, která byla nyní v rukou gestapa. Skladatel neměl jinou možnost, než zemi opustit. 7. května požádal o povolení výjezdu do Prahy, které bylo vydáno 9. června. Odjezd se ale komplikoval, protože doklady musely být po anšlusu obnoveny. Aby získal nové pasy, musel Zemlinsky po stanovení říšské uprchlické daně ve výši 30 % movitého majetku zaplatit 27 612 říšských marek. Jeho dům a pozemek připadl státu. 15. září konečně skladatel se svou ženou opustil Rakousko. Po dlouhém čekání obdrželi požadovaná americká víza a 23. prosince 1938 dopluli lodí do New Yorku.

### Život ve Spojených státech amerických (1938–1939)

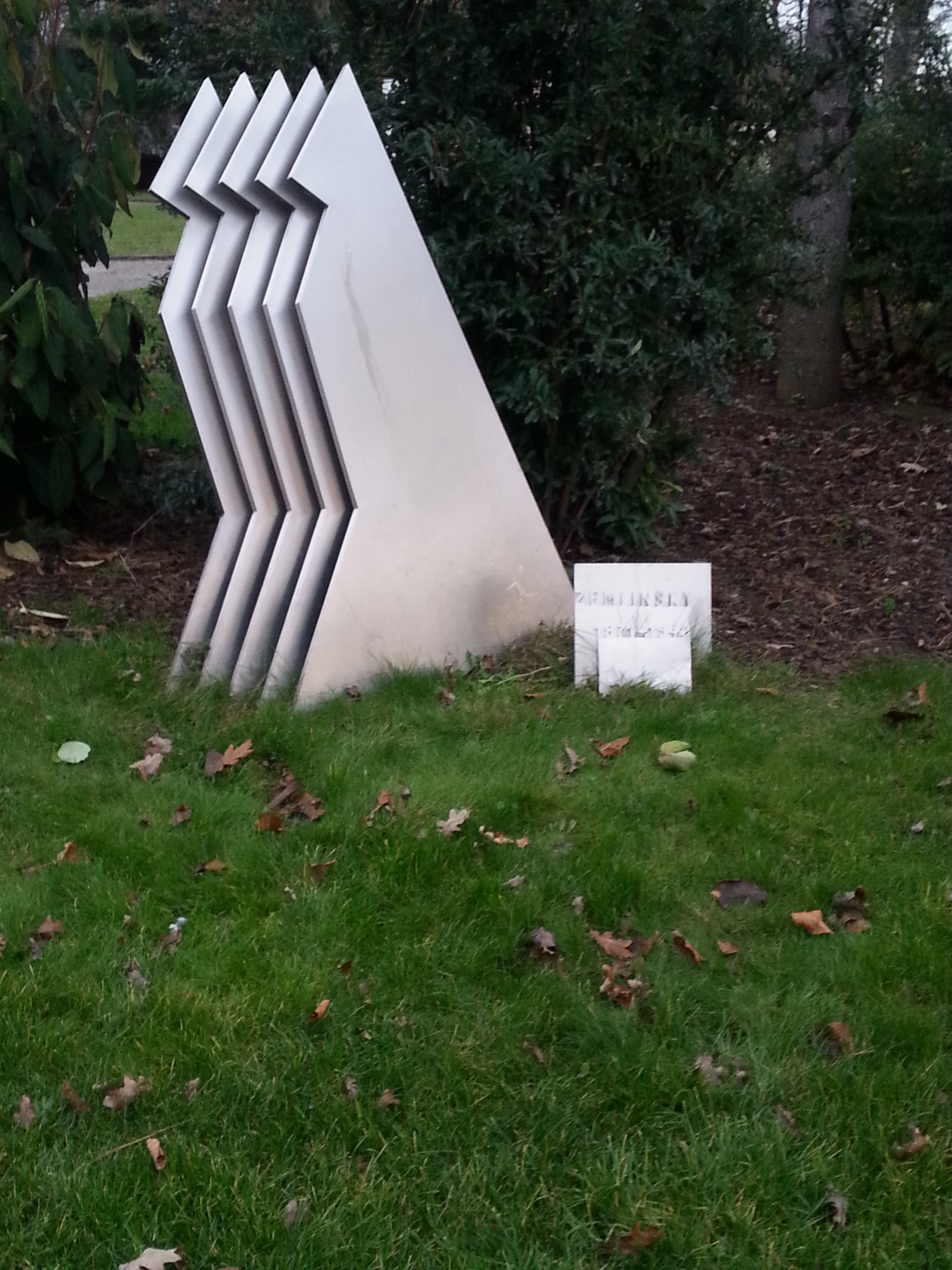
Hrob Alexandera Zemlinského na Vídeňském centrálním hřbitově, Gruppe 33 G, Nummer 71 (pros. 2014)

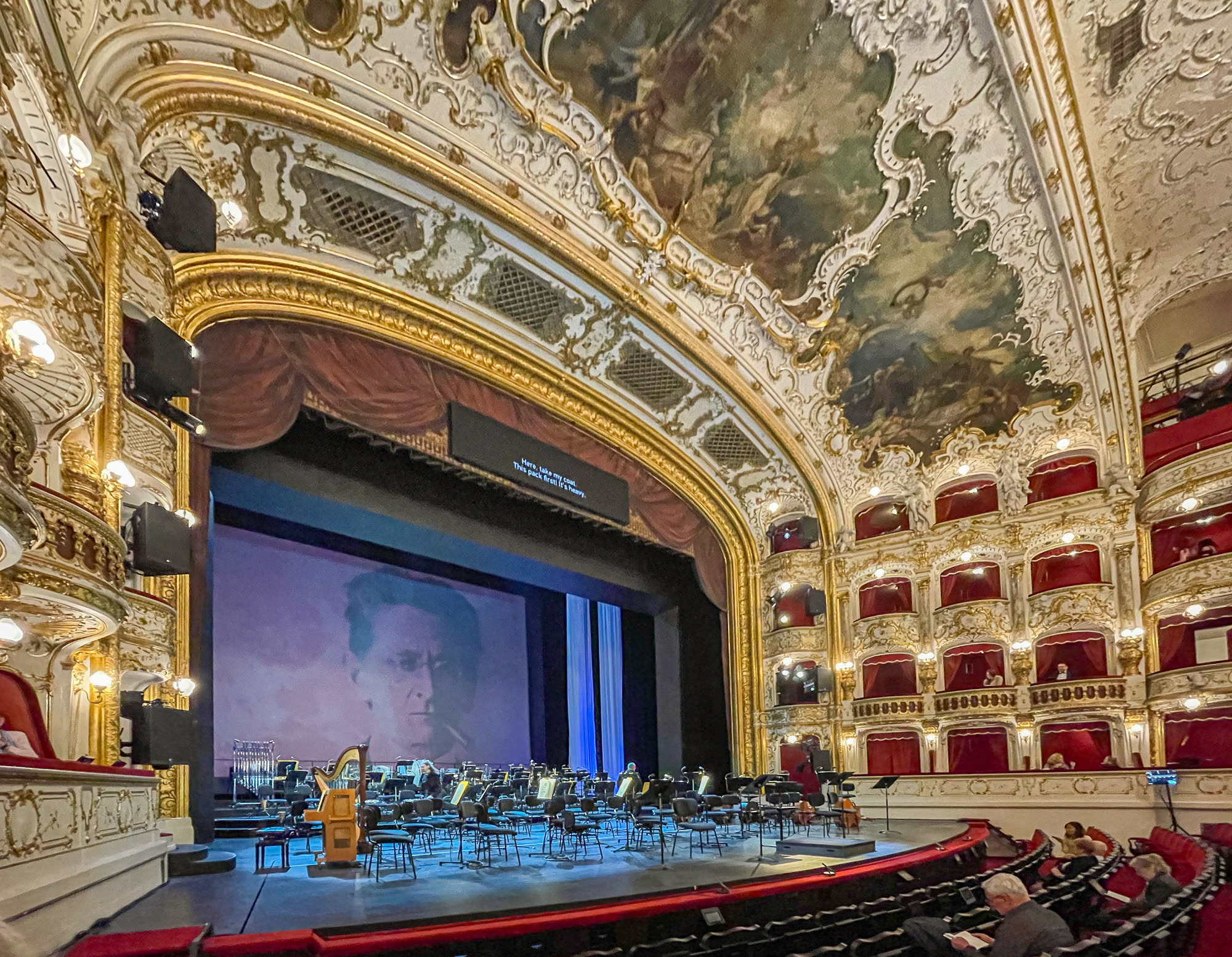
Provedení jednoaktové opery Eine Florentinische Tragödie Alexandera Zemlinského v rámici festivalu Musica non grata 2024, Státní opera Praha

Když dorazil náklad s vybavením jejich domácnosti, nastěhovali se manželé do 46 West 83rd Street. Zemlinského zdraví bylo vzhledem k okolnostem útěku silně podlomeno, takže nemohl ani učit, ani dirigovat. Jediným zdrojem jeho příjmů bylo komponování. Začal pracovat na nové opeře, Circe. Během skládání ho ale postihla nervová choroba, která mu působila silné bolesti. Vážné onemocnění ještě zhoršilo prekérní finanční situaci rodiny. Kdosi ho přesvědčil, aby si přivydělal alespoň psaním nějakých populárních písní, z nichž Tři písně (na texty Irmy Stein-Firnerové) byly vydány v roce 1939. Ačkoliv Three Songs byly koncipovány pod pseudonymem „Al Roberts“, vyšly pod Zemlinského jménem. Skladatel napsal také Jagdstück a jednu humoresku (rondo) pro dechový kvintet pro nakladatele Hanse Heinsheimera, který zamýšlel pro školní repertoár. Poté, co dokončil humoresku, utrpěl Zemlinsky na začátku července těžkou mrtvici (již předtím měl vysoký krevní tlak a arteriosklerózu) s následkem levostranné paralýzy. Původní plán přestěhovat se do Kalifornie se nezdařil, místo toho se odstěhoval s manželkou a nově příchozím švagrem 30 km od New Rochelle, než bude dokončen dům v sousedním Larchmontu. Jeho zdraví se zhoršilo k postupné invaliditě. Krátce po nastěhování do nového domu onemocněl zápalem plic. Alexander Zemlinsky zemřel 15. března 1942, jeho popel byl v roce 1985 přenesen do čestného hrobu na Vídeňském centrálním hřbitově (Gruppe 33 G, Nr. 71). V roce 1957 po něm byla pojmenována ulice ve vídeňském okrese Liesing.
Vždy jsem pevně věřil tomu, že to byl velký skladatel, a věřím dosud. Možná, že jeho čas přijde dříve, než si lidé myslí.
Arnold Schönberg (1949)

## Dílo

### Orchestrální skladby
- Symfonie e moll [č. 1] (1891) [fragment]
- Symfonie d moll [č. 2] (1892/92; premiéra Vídeň 1893)
- Suita pro orchestr: Legende, Reigen, Humoreske (ca 1895; premiéra Vídeň 1885)
- Lustspielouvertüre (k Warteneggsovu Der Ring des Ofterdingen) (1894/95)
- Symfonie b dur [č. 3] (1897; premiéra Vídeň 1899)
- Tři kusy pro balet (suita z baletu Der Triumph der Zeit) (1902; premiéra Vídeň 1903)
- Die Seejungfrau. Fantasie pro orchestr (1902/03; premiéra Vídeň 1905)
- Lyrická sympfonie v sedmi zpěvech pro soprán, baryton a orchestr podle básní Rabíndranátha Thákura op. 18 (1922-23; premiéra Praha 1924)
- Sinfonietta op. 23 (1934; premiéra Praha 1935)

### Opery
- Sarema. Opera ve třech oddílech, libreto od skladatele, Adolfa von Zemlinszkého a Arnolda Schönberga (1893–95; premiéra Mnichov 1897)
- Es war einmal… (Bylo, nebylo...) . Pohádková opera s předehrou a ve třech jednáních, libreto: Maximilian Singer na motivy Holgera Drachmanna (1897–99; premiéra Vídeňská dvorní opera 1900)
- Der Traumgörge. Opera ve dvou aktech a závěr hry, libreto: Leo Feld (1904–06; premiéra Norimberk 1980)
- Kleider machen Leute, libreto: Leo Feld s využitím stejnojmenné novely Gottfrieda Kellera. Tři verze:

1. Vídeňské přepracování: Komická opera s předehrou a ve třech aktech (1907–09)
2. Revidovaná vídeňská verze: Hudební komedie s předehrou a ve třech aktech (přepracováno: 1910); premiéra Volksoper 1910)
3. Pražská verze: Hudební komedie s předehrou a ve dvou aktech (přepracováno: 1922; premiéra Praha 1922)
- Eine florentinische Tragödie. Opera o jednom aktu op. 16, libreto: Oscar Wilde v překladu Maxe Meyerfelda (1915-16; premiéra Stuttgart 1917)
- Der Zwerg. Tragická hudební pohádka o jednom aktu [op. 17], libreto: Georg C. Klaren volně podle Narozenin infantky od Oscara Wildea (1919–21, premiéra 1922)
- Der Kreidekreis. Opera o dvou aktech [op. 21], libreto od skladatele podle Klabunda (1930–32; premiéra Curych 1933)
- Der König Kandaules. Opera o třech aktech [op. 22], libreto od skladatele podle André Gidea v německém překladu Franze Bleie (1935-36, instrumentace dokončil Antony Beaumont 1992–96; premiéra Hamburská státní opera 1996)

### Ostatní jevištní díla
- Ein Lichtstrahl. Mimodrama s klavírem, text od Oskara Gellera (1901, rev. 1902)
- Ein Tanzpoem. Taneční báseň o jednom aktu od Huga von Hofmannsthala (1901–04; premiéra Curych 1992) [poslední úprava nedokončeného baletu Der Triumph der Zeit (1901)]
- Jevištní hudba k Shakespearovu Cymbelínovi pro tenor, mluvčího a velký orchestr (1913–15)

### Díla pro sbor
- Minnelied (Heinrich Heine) pro mužský sbor, dvě flétny, dva rohy a harfu (ca 1895)
- Hochzeitsgesang („Baruch aba“; „Mi adir“). Moteto pro kantora, smíšený sbor a varhany (1896)
- Frühlingsbegräbnis (Paul Heyse) pro soprán, baryton, sbor a orchestr (1896-97, rev. ca 1903; premiéra původní verze: Vídeň 1900, rev. verze: Kolín nad Rýnem 1997)
- Frühlingsglaube (Ludwig Uhland) pro smíšený sbor a smyčcový orchestr (1896; premiéra Kolín nad Rýnem 1988)
- Geheimnis (básník neznámý) pro smíšený sbor a smyčcový orchestr (1896, instrumentace: Antony Beaumont; premiéra Vídeň 1995)
- Žalm 83, pro sóla, sbor, a orchestr (1900; premiéra Vídeň 1987)
- Žalm 23,op. 14, pro sbor a orchestr (1910; premiéra Vídeň 1910)
- Prvosenky (Richard Dehmel) pro ženský sbor (ca 1920)
- Žalm 13, op. 24, pro sbor a orchestr (1935; premiéra Vídeň 1971)

### Orchestrální písně
- Waldgespräch (Joseph von Eichendorff) pro soprán, dva rohy, harfu a smyčce (1896; premiéra Vídeň 1896)
- Dvě písně pro mužský sbor a orchestr (1900-01, instrumentace: Antony Beaumont; premiéra Kolín nad Rýnem 1999)
- Maiblumen blühten überall (Richard Dehmel) pro soprán a smyčcový sextet (ca 1902-03)
- Šest zpěvů podle básní Maurice Maeterlincka, op. 13 (komp. 1913, instr. 1913-21; premiéra č. 1–3 a 5: Vídeň 1913, č. 4 a 6: Praha 1921)
- Symphonische Gesänge pro jeden baryton nebo alt a orchestr op. 20. Texty z Afrika singt. Eine Auslese neuer afro-amerikanischer Lyrik (1929; premiéra Brno 1935)
- viz také Orchestrální skladby: Lyrická symfonie op. 18

### Písně s klavírním doprovodem
- Písně z pozůstalosti
- Písně op. 2 (1895-96)
- Zpěvy op. 5 (1896-97)
- Valčíkové zpěvy podle toskánských písní Ferdinanda Gregorovia op. 6 (1898)
- Irmelin Rose und andere Gesänge op. 7 (1898-99)
- Turmwächterlied und andere Gesänge op. 8 (1898-99)
- Ehetanzlied und andere Gesänge op. 10 (1899–1901)
- Šest zpěvů podle básní Maurice Maeterlincka op. 13 (1913)
- Šest písní op. 22 (1934; premiéra Praha 1934)
- Dvanáct písní op. 27 (1937)
- Three Songs (pod pseudonym "Al Roberts", texty: Irma Stein-Firner) (1939; premiéra Hamburk 1996)

### Komorní hudba
- Tři kusy pro violoncello a klavír (1891; premiéra Vídeň 2006)
- Smyčcový kvartet pro 2 housle, 2 violy a violoncello d moll (1895)
- Smyčcový kvartet e moll (1893; premiéra Berlín 1998)
- Sonáta v a moll pro violoncello a klavír (1894; premiéra Vídeň 1894)
- Dvě věty pro smyčcový kvartet d moll (1894, 1896)
- Serenáda (suita) a dur pro housle a klavír (1895; premiéra Vídeň 1896)
- Trio d moll op. 3 pro klarinet (nebo housle), violoncello a klavír (1896; premiéra Vídeň 1896)
- Smyčcový kvartet č. 1 a dur op. 4 (1896; premiéra Vídeň 1896)
- Smyčcový kvartet č. 2 op. 15 (1913–15; premiéra Vídeň 1918)
- Smyčcový kvartet č. 3 op. 19 (1924; premiéra Lipsko 1924)
- Dvě věty pro smyčcový kvartet (1927; premiéra Toblach 1994)
- Smyčcový kvartet č. 4 (suita) op. 25 (1936; premiéra Vídeň 1967)
- Kvartet (dva fragmenty) pro klarinet, housle, violu a violoncello (1938-39; premiéra Hamburk 1996)
- Jagdstück pro dva rohy a klavír (1939)
- Humoreske (rondo). Školní kus pro dechový kvintet (1939)

### Klavírní skladby
- Ländliche Tänze op. 1 (ca 1891; premiéra 1892)
- Čtyři balady: 1. Archibald Douglas, 2. Der König von Thule, 3. Der Wassermann, 4. Intermezzo (1892-93)
- Albumblatt (Erinnerung aus Wien) (1895)
- Skica (1896)
- Fantazie nad básněmi Richarda Dehmela, op. 9 (1898)
- Menuet (z Das gläserne Herz) (1901)